# Cmentarz wojenny nr 43 – Radocyna
Cmentarz wojenny nr 43 – Radocyna – cmentarz z I wojny światowej, zaprojektowany przez Dušana Jurkoviča znajdujący się we wsi Radocyna w powiecie gorlickim, w gminie Sękowa. Jeden z ponad 400 zachodniogalicyjskich cmentarzy wojennych zbudowanych przez Oddział Grobów Wojennych C. i K. Komendantury Wojskowej w Krakowie.

## Opis
Obiekt znajduje się przy starym cmentarzu unickim, położonym przy drodze przez wieś. Zajmuje powierzchnię około 288 m², otoczony jest ogrodzeniem. Na cmentarzu zrekonstruowanym w 1995 roku staraniem Koła Łowieckiego "DZIK" w Gorlicach znajduje się kilka krzyży odbiegających swym wyglądem od oryginalnych.

Na cmentarzu jest pochowanych 83 żołnierzy w trzech grobach zbiorowych oraz 10 pojedynczych poległych w styczniu i marcu 1915 roku:
- 79 Rosjan z 195 Orowajskiego Pułku Piechoty
- 4 Austriaków z 27 IR

Na terenie cmentarza znajduje się kamienny pomnik zwieńczony krzyżem, na którym zachowała się oryginalna tablica kamienna z inskrypcją w języku niemieckim:
WIR WUSSTEN

KEINER VON DES

ANDERN LEBEN

NUN HAT UNS DER

TOD ZUSAMMEN

GEGEBEN

## Galeria

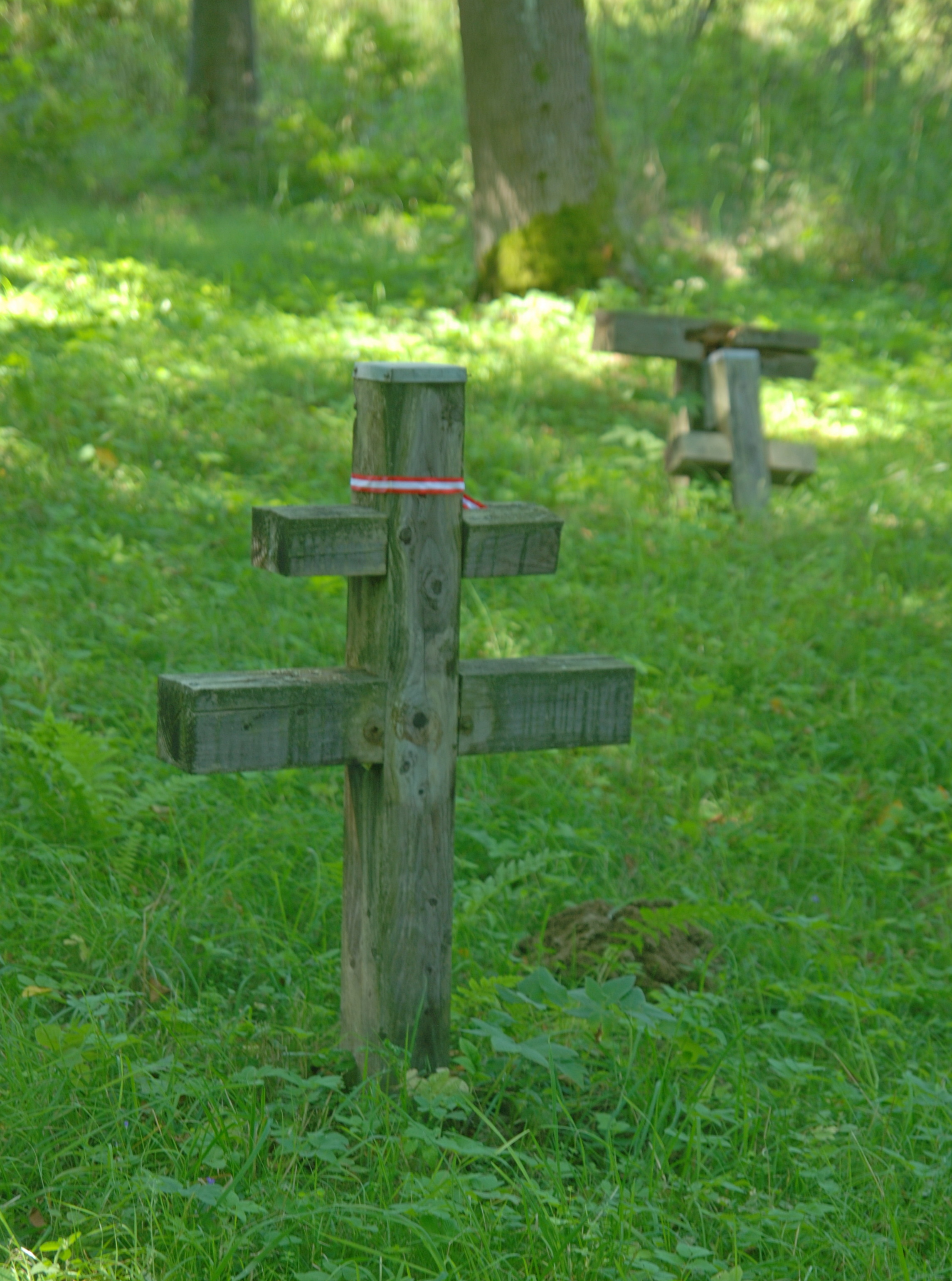
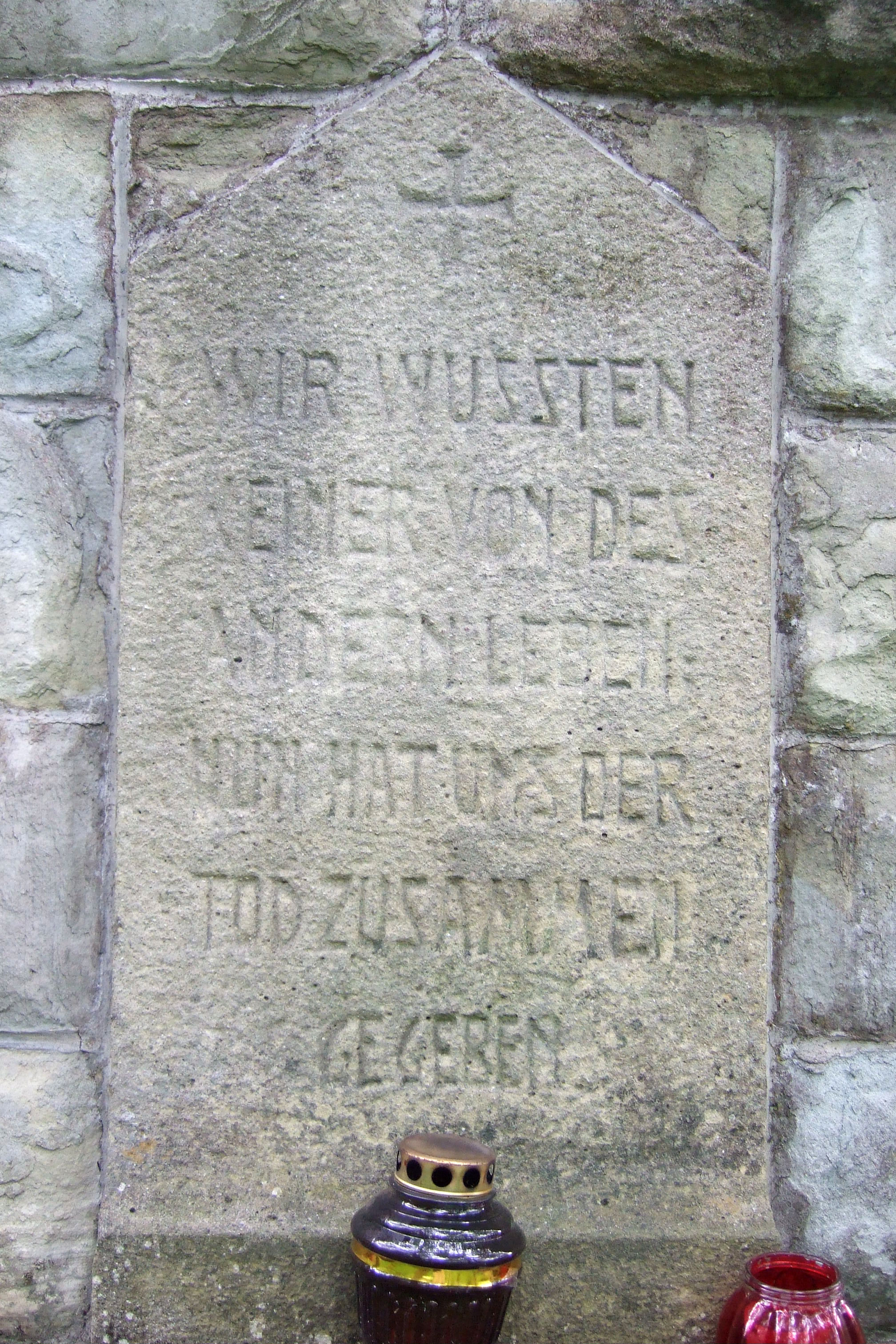
Tablica na pomniku centralnym
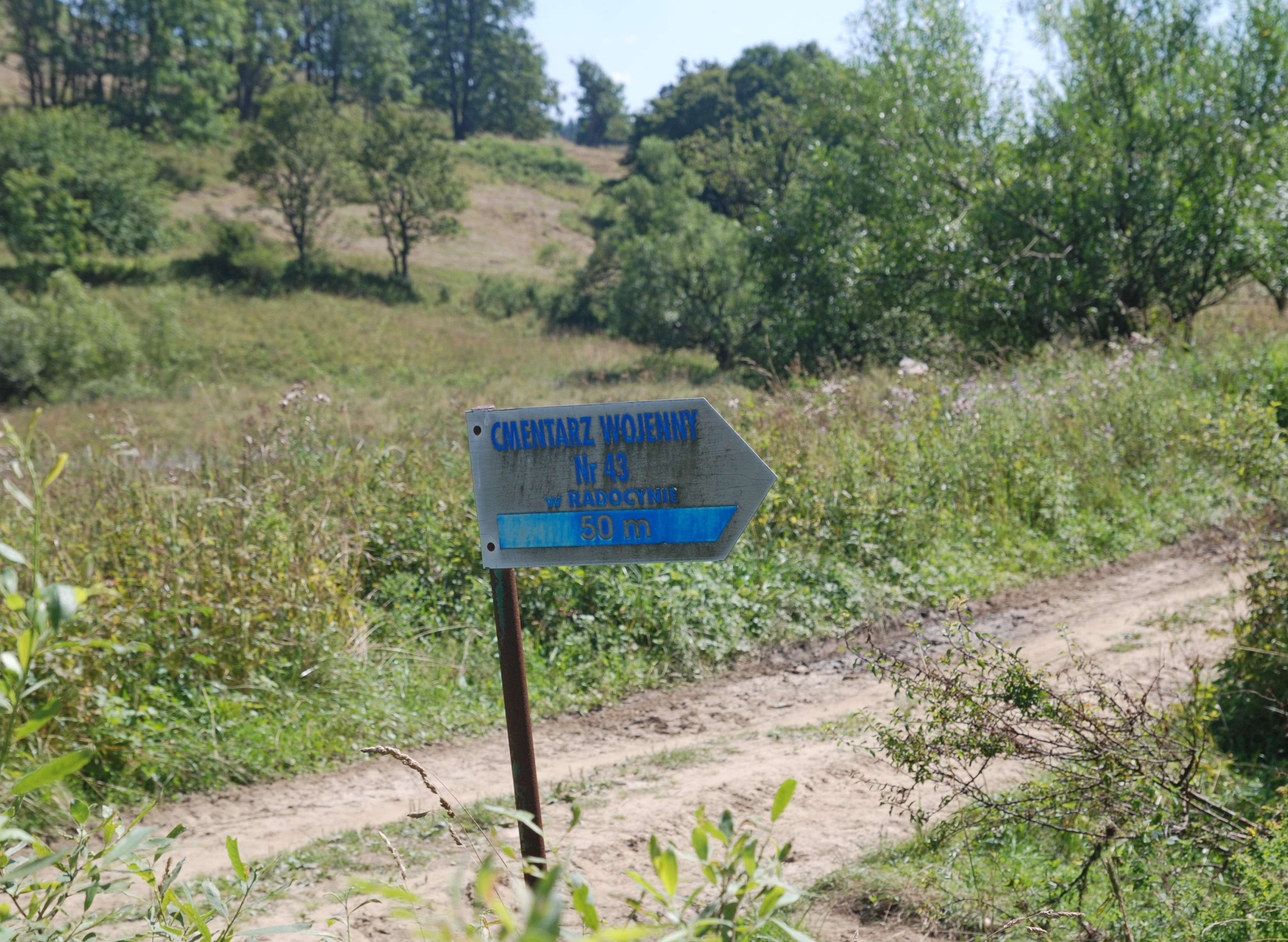
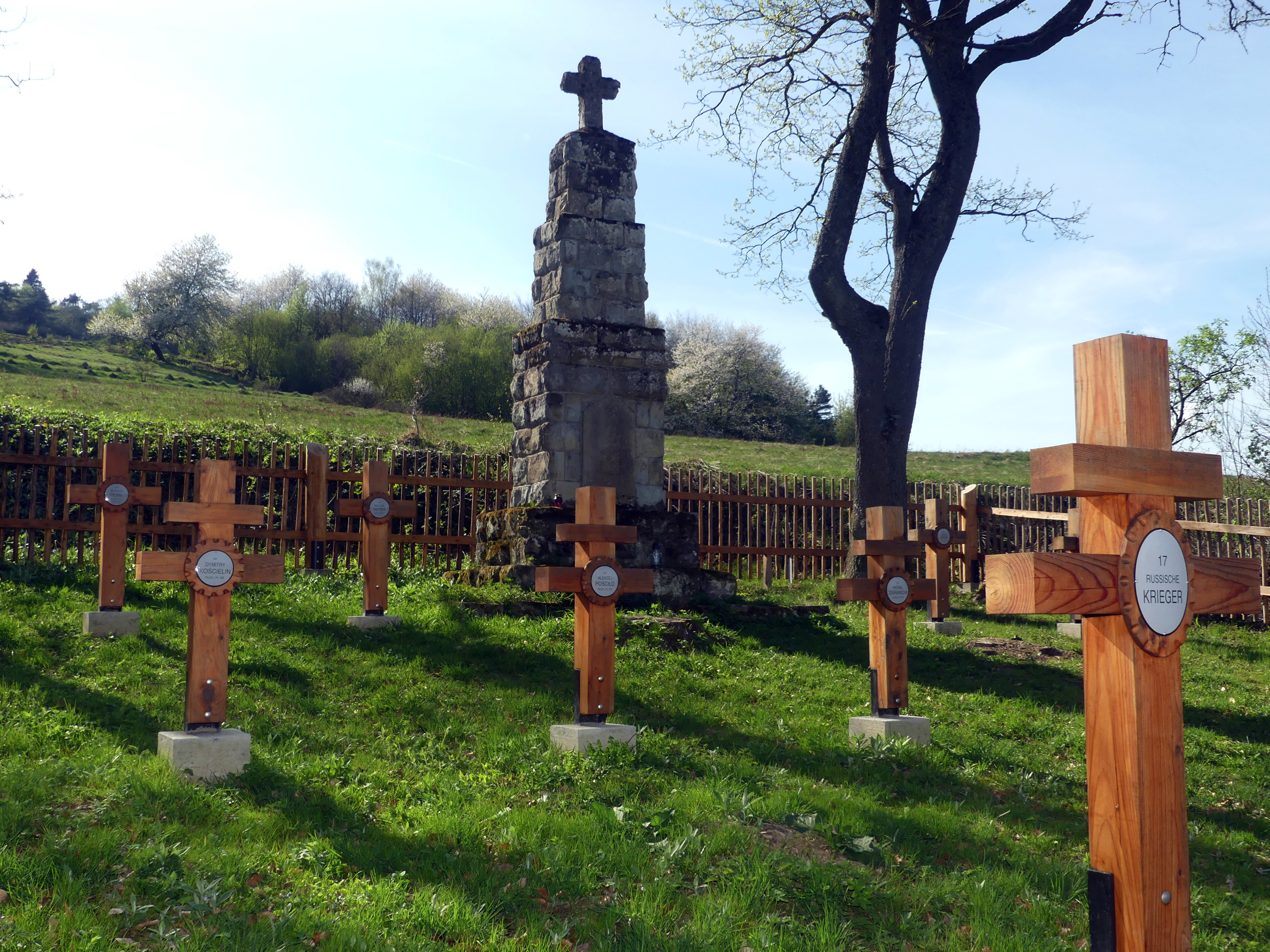
cmentarz po renowacji (stan 2024r.)